# Tom Söderström
Lennart Tom Söderström, född 20 augusti 1991, är en svensk motocrossförare. 
Söderström var med i Sveriges deltävling i EM 2007 som kördes på Svampabanan i Tomelilla, där han kom på femtonde plats i andra heatet. Han var även med och körde VM 2007 på Glimminge motorstadion i Uddevalla, där han kom på artonde plats i första heatet. Med sin artonde plats blev han bäste svensk i första heatet i MX2.
Under VM-säsongen 2010 körde Söderström i MX1-klassen och hade kontrakt med Yamaha Van Beers Racing. Kontraktet med Yamaha bröts dock i början av september. 2010 deltog han även i de holländska mästerskapen och kom på tredje plats. För 2011 har Söderström skrivit kontrakt med Team Delta Suzuki.
2011 vann Tom Söderström svenska mästerskapen på sin Suzuki. Hans resultat i SM 2011 talar för sig själv, 1-1-1-2-1-2-1-3-1-1, och han var varje heat med på prispallen.
2014 har varit ett struligt år för Söderström med maskinproblem och skador. Men det har inte bara varit ett dåligt år utan han har fått ordning på sin ekonomi och satsar på 2015. Han öppnade 2014 på en Yamaha 450f 2014 men hade väldigt mycket maskinproblem vilket ledde till väldigt lite åkning. Efter halva säsongen bytte Söderström från Yamaha till Kawasaki på grund av dålig hjälp från Yamaha Sweden. Han sadlade då istället en Kawasaki 450F 2014 och det gick betydligt bättre, men skadorna kom och 2014 var ett år med mycket med- och motgångar.